# Okkert Brits
Okkert Brits, född den 22 augusti 1973, är en sydafrikansk före detta friidrottare som tävlade i stavhopp. 
Brits är med sitt personbästa 6,03 afrikansk rekordhållare och en av få stavhoppare som klarat att hoppa över 6 meter. 
Hans första mästerskapsfinal som senior var inomhus-VM 1995 då han blev bronsmedaljör efter ett hopp på 5,75. Han slutade fyra, med ett hopp på 5,80, vid VM utomhus i Göteborg 1995.
Han var även i final vid Olympiska sommarspelen 2000 i Sydney då han slutade på en tionde plats. Vid Samväldesspelen 2002 blev han guldmedaljör efter ett hopp på 5,75. Vid VM 2003 slutade han tvåa bakom Giuseppe Gibilisco efter att ha klarat 5,85. Han misslyckades emellertid att ta sig till finalen vid Olympiska sommarspelen 2004 i Aten.